# Silvio Testi
Silvio Testi, pseudonimo di Silvio Capitta (Viterbo, 1º maggio 1954), è un produttore televisivo, produttore teatrale e paroliere italiano.

## Biografia
Frequenta a cavallo degli anni settanta il liceo classico di Tivoli e in questo periodo inizia ad affacciarsi al mondo musicale come cantautore. 
Suo mentore è Sergio Bardotti, grazie al quale riesce ad entrare in contatto con Lucio Dalla, Sergio Endrigo, Vinícius de Moraes, Toquinho, fino ad approdare a una piccola etichetta distribuita dalla RCA e guidata da Vincenzo Micocci. Per un periodo, insieme a Rino Gaetano, è stato produttore esecutivo della IT, l'etichetta guidata da Micocci.
Nel frattempo, completa gli studi di Giurisprudenza all'Università La Sapienza di Roma laureandosi nel 1978 con una tesi in diritto costituzionale. 

### Televisione
Nel 1978 inizia a collaborare con il mondo della televisione producendo musicalmente Stefania Rotolo nel programma-rivelazione Piccolo Slam di Marcello Mancini e Franco Miseria. L'anno seguente (1979) inizia una lunga e fruttuosa collaborazione con il coreografo Franco Miseria producendo Heather Parisi nella prima edizione di Fantastico. Successivamente diventa autore e produttore musicale del varietà di Rai Uno prendendo parte alle edizione Fantastico 2 (1981) con Loretta Goggi, Fantastico 4 (1983) , edizione condotta da Gigi Proietti, Fantastico 5 (1984) con Pippo Baudo; Fantastico 6 (1985) con Pippo Baudo e Lorella Cuccarini; Fantastico 8 (1988) presentata da Adriano Celentano.
Negli stessi anni cura la produzione musicale e coreografica dei programmi Rai Stasera niente di nuovo, ultimo varietà di Sandra Mondaini e Raimondo Vianello andato in onda sulle reti Rai prima dell'approdo dei due artisti alle reti Mediaset; Al Paradise, diretto da Antonello Falqui e Michele Guardi e condotto da Milva, Oreste Lionello, Heather Parisi e Lara Orfei; Serata d'onore da Montecatini, con Gigi Proietti in due edizioni. Nel 1987 cura la realizzazione musicale di Serata da campioni, programma andato in onda su Rai Uno, e nell'anno seguente, sempre su Rai Uno produce musicalmente Di che vizio sei? ancora con Gigi Proietti e Milva. 
Nel 1987 fonda e dirige la società di produzione Triangle Production che da quel momento in poi sarà lo strumento operativo di gran parte delle sue attività.
Dal 1989 inizia la collaborazione con Mediaset firmando per Canale 5 la produzione musicale e la sigla di Odiens, La notte vola. Nel 1990 produce le musiche e le coreografie di Bellezze sulla neve, programma di Canale 5, e di Club 92 programma di Rai 2 di e con Gigi Proietti. Nel 1991 è autore e produttore musicale e coreografico di Buona Domenica su Canale 5, il programma della domenica, campione d'ascolto, per il quale firmerà altre due edizioni nel 1992 e nel 1995.
Nel 1995 produce coreografie e musiche in La stangata per Canale ], e nell'anno seguente (1996) è ideatore del format e produttore di Campioni di ballo, programma rivelazione di Rete 4, che riscuoterà un enorme successo anche nelle successive edizioni del 1998 e 1999 e Olimpiadi di ballo per Canale 5. 
Nel 2001 produce La grande occasione, prima per Rai 1 e poi per Rai 3, e musiche e coreografie del programma La notte vola dedicato ai miti musicali degli anni settanta e ottanta su Italia 1. Nel 2002 e nel 2003 produce per Rai 1 il quiz show Azzardo, poi prodotto negli anni 2003, 2004, 2005 e 2006 in Francia per l'emittente pubblica France 2, in Spagna per La Sexta e per l'emittente pubblica turca Kanal 1. Nel 2007 una nuova versione di Azzardo viene prodotta anche per Italia 1 con la conduzione di Alessandro Cecchi Paone.
A partire dal 2003 e fino al 2010, la Triangle Production entra a far parte come membro italiano di Sparks Network, un network collaborativo che consente ai membri di disporre del catalogo totale dei format, favorendo cooperazione tra diversi territori e presente in tutti i principali mercati del mondo. 
Nel 2004 per Rai 2 e nel 2005 e 2008 per Italia 1, produce il reality-show La talpa tratto dal format De Mol che viene però integrato e rimaneggiato dando vita ad una versione italiana che rappresenta un unicum rispetto alle edizioni del format fino ad allora realizzate. Il lavoro di adattamento ed integrazione del format viene svolto da Silvio Testi, Marco Salvati e Paolo Taggi e consentirà di passare dai 43 minuti del format belga originale ai 190 minuti necessari per il mercato italiano, dando luogo così a un'edizione italiana completamente rivisitata che sarà poi adottata anche in altri paesi. La prima edizione de La talpa (2004), condotta da Amanda Lear, si svolge in Messico, nella penisola dello Yucatán, la seconda (2005), condotta da Paola Perego, in Kenya all'interno di una riserva naturale, la terza (2008), condotta sempre da Paola Perego, in Sudafrica all'interno di una riserva zulu. 
Silvio Testi crea nel 2005 per Rai 1 A spasso con mamma con Mara Venier, segmento di maggior ascolto di Domenica in ripreso successivamente anche in prima serata su Rai 1.
Per Mediaset a partire dal 2006 su Canale 5 con Amadeus e Checco Zalone ha prodotto tra l'altro Formula segreta e Canta e Vinci, a seguire con Enrico Papi su Italia 1 Il colore dei soldi. Per Sky Uno co-produce con Lorenzo Mieli il reality: Vuoi ballare con me? con Lorella Cuccarini e per MTV la serie Black Box con Francesco Mandelli.
Nel 2013 produce anche per TV7 (in Bulgaria) una serie reality basata sull'edizione originale italiana de La talpa con Andrey Arnaudov dal titolo Kartitsata che e sarà poi realizzata anche nel 2014.
Su Rai 1 produce musicalmente Nemicamatissima con Lorella Cuccarini e Heather Parisi e due episodi di un nuovo format originale: Ci vorrebbe un amico, con Lorella Cuccarini; e su Rai 3 le serie Il grande freddo e Da quel giorno. Per Rai 2 produce Cook40' con Alessandro Greco che riparte con una seconda serie nell'autunno dello stesso anno 2022.

### Musica
Nei primi anni ottanta lavora prevalentemente a Milano, dove inizia un rapporto di collaborazione con Alberto Carisch e la sua casa editrice Peer Southern con base a Miami, dove viene chiamato per alcuni adattamenti di produzioni per il mercato ispanico in USA.
Nel 1994, ispirandosi agli Abbey Road Studios, realizza a Roma il progetto Plastic Studios, ingaggiando per la progettazione John Flynn e Sam Toyoshima. Lo studio è stato usato per incisioni da molti artisti tra i quali Pino Daniele, Raf, Umberto Tozzi, Giorgia, Alejandro Sanz, Pat Metheny, Noa, Tiromancino e altri.
Come autore e produttore Silvio Testi partecipa al Festival di Sanremo tre volte: nel 1985 con Lanfranco Carnacina con A goccia a goccia; nel 1987 con il più giovane cantante della storia del Festival, Enrico Cifiello (di soli 13 anni) con Un bacio alla mia età, e nel 1995 con Un altro amore no con Lorella Cuccarini. 
Tra gli anni ottanta e novanta scrive e produce alcune tra sigle più popolari della tv; tra queste: Disco bambina, Cicale, Ti rockerò, Radiostelle, Ceralacca, Crilù, Ran Can Can, Africa, Ghiaccio, Sugar Sugar, Dolceamaro, Liberi liberi, Voci e molte altre.

### Teatro
Nel 1997 fonda la compagnia di produzione teatrale Musical Italia insieme alla Compagnia della Rancia, assumendone la presidenza e condividendo con Saverio Marconi la direzione artistica. La neonata società produce la versione italiana del musical Grease che debutta al Teatro Nuovo di Milano il 4 marzo dello stesso anno. Protagonista dello spettacolo è Lorella Cuccarini nel ruolo di Sandy. Il resto del cast è formato da Giampiero Ingrassia, nel ruolo di Danny; Renata Fusco, nel ruolo di Rizzo; Michele Carfora nel ruolo di Kenickie; Mal nel ruolo di Teen Angel; Amadeus in quello del Dj Vince Fontaine per con la regia di Saverio Marconi su testi italiani di Silvio Testi e Michele Renzullo. 
Nel 1999 Musical Italia mette in scena al Palavobis tre spettacoli: Grease, Hello Dolly!, con Loretta Goggi e Paolo Ferrari e A qualcuno piace caldo con Alessandro Gassmann e Gianmarco Tognazzi, quest'ultimo spettacolo prodotto da Compagnia della Rancia. Silvio Testi è autore anche dei testi in italiano di Hello Dolly!.
Nella primavera del 2001 parte dal Teatro Augusteo di Napoli il primo grande tour di Grease che toccherà più di 50 città in Italia.
Nel 2006 cura la produzione musicale creativa ed è autore dei testi in italiano di Sweet Charity prodotto da Compagnia della Rancia, interpretata da Lorella Cuccarini con Cesare Bocci e Gianni Nazzaro e diretta da Luca Tommassini. 
Sempre per il teatro ha scritto e diretto Liberi tutti, a sostegno della cultura del primo soccorso pediatrico e delle manovre di rianimazione in collaborazione con il Ministero della Salute. La prima si è tenuta il 23 aprile 2015 nella Sala Sinopoli dell'Auditorium Parco della Musica in concomitanza con la 1ª giornata nazionale sulle manovre di disostruzione in età pediatrica. Liberi tutti è stato poi ripreso il 29 maggio 2018 per celebrare il cinquantesimo anniversario dell'Associazione Italiana Sclerosi Multipla e rappresentato al Teatro Brancaccio di Roma con la partecipazione di Lorella Cuccarini, Greg, Flavio Insinna, Amanda Sandrelli, Vittoria Belvedere, Antonella Ferrari, Peppe Vessicchio, Marco Voleri, Silvia Emme, Mario Alberto Battaglia, Angela Martino.

## Impegno sociale
Nel 1993 Silvio Testi, insieme a Lorella Cuccarini ed alcuni amici tra cui Peppe Vessicchio, Marco Salvati, Cencio Marangoni, Rita Tedesco e altri professionisti dello spettacolo e della comunicazione, ha dato vita all'associazione non profit Mille ore per la Vita, poi diventata ONLUS Trenta ore per la vita, di cui Silvio Testi è consigliere delegato alla comunicazione.
Silvio Testi si incarica di ideare il progetto creativo di Trenta ore per la vita che nel settembre 1993 venne presentato direttamente a Silvio Berlusconi che lo approvò. Nel settembre 1994 il progetto andò in onda sulle tre reti Mediaset in alternanza per un totale di 30 ore continue di diretta reale, distribuite su 14 programmi espressamente concepiti per le varie fasce di ascolto. Nel corso del programma venivano presentati progetti solidali dando conto anche della loro avvenuta realizzazione.

## Vita privata
Il 3 agosto del 1991 ha sposato a Subiaco Lorella Cuccarini con la quale ha avuto quattro figli.